# 다네히라촌
다네히라촌(種平村)은 아키타현 가와베군에 있던 촌이다.

## 역사
- 1895년 11월 20일 - 나카가와촌으로부터 분립해 성립하였다.
- 1956년 9월 30일 - 도메가와촌, 다이쇼지촌과 합병해 유와촌이 성립하였다. 동일 다네히라촌이 폐지되었다.
- 1972년 4월 1일 - 정으로 승격해 유와정이 되었다.
- 2005년 1월 11일 - 유와정이 아키타시에 편입되었다.